# سفارت دانمارک در تهران
سفارت پادشاهی دانمارک در تهران (به دانمارکی: Kongeriget Danmark Ambassade i Teheran)، سفارت رسمی دولت پادشاهی دانمارک در ایران است. سفارت دانمارک در باغی گسترده در تهران، خیابان دکتر شریعتی، خیابان دشتی، شماره ۱۰ واقع شده است.

## تاریخچه
در سال ۱۹۳۳ قرارداد دوستی میان ایران و دانمارک امضا شد و کنسولگری دانمارک در تهران تأسیس شد و بعداً به وضعیت سفارت ارتقا یافت. سفارت ایران در کپنهاگ، در ۱۹ فوریهٔ ۱۹۵۹ با مسئولیت علی‌اصغر ناصر تأسیس شد. از هنگام انقلاب ۱۳۵۷، دانمارک و ایران به‌طور کلی روابط خوبی داشتند تا اینکه جنجال کاریکاتورهای محمد در یولاندز پستن به پا شد. این کاریکاتورها، برای نخستین بار در ۳۰ سپتامبر ۲۰۰۵ در دانمارک منتشر شد و از آن هنگام، در روزنامه‌های دیگر اروپا و جاهای دیگر بازنشر شد. در پی چاپ این کاریکاتورها، چندین تظاهرات خشونت‌بار از سوی چندصد دانشجویان بسیجی در ۶ و ۷ فوریه، در برابر سفارت دانمارک در تهران برپا شد. دانشجویان در این اقدام، به سوی ساختمان سفارت سنگ و بطری آتش‌زا پرتاب کردند. وزیر خارجه دانمارک، در واکنش جمهوری اسلامی را مسئول خسارت‌های واردشده به سفارت آن کشور در تهران دانست (مطابق کنوانسیون ۱۹۶۱ وین، دولت‌های میزبان مسئول حفظ و تأمین امنیت سفارتخانه‌های خارجی در کشور خود هستند) و از دولت ایران خواست تا امنیت شهروندان دانمارک را که هنوز در ایران حضور دارند، تضمین کند.